# Lynn Hill
Carolynn Marie Hill, född 3 januari 1961 i Detroit, är en amerikansk sportklättrare.

## Biografi
Under det sena 1970-talet blev Hill associerad med bergsklättringsgruppen Stonemasters i Kalifornien, som förutom Hill även inbegrep klättrare som bland annat Jim Bridwell, Ron Kauk, John Long, John Bachar och Tobin Sorenson. Under 1980-talet och 1990-talet tillhörde hon de bästa klättrarna i världen och en av hennes mest anmärkningsvärda prestationer var när hon 1993 blev den första klättraren någonsin att friklättra den beryktade leden "The Nose" på El Capitan (en 910 meter hög vertikal klippformation i Yosemite nationalpark, USA).